# 世界選手権自転車競技大会BMX2012
世界選手権自転車競技大会BMX2012（せかいせんしゅけんじてんしゃきょうぎたいかいBMX2012、2012 UCI BMX World Championships）は、2012年5月24日から5月27日まで、 イギリス、バーミンガムで行われた。

## 上位入賞者
| 種目             | 金                             | 銀                           | 銅                             |
| ---------------- | ------------------------------ | ---------------------------- | ------------------------------ |
| 男子・エリート   |                                |                              |                                |
| レーシング 詳細  | サム・ウィロビー (AUS)         | ジョリス・ドデ (FRA)         | モアナ・モー＝ケユ (FRA)       |
| タイムトライアル | コナー・フィールズ (USA)       | リアム・フィリップス (GBR)   | シルヴァン・アンドレ (FRA)     |
| 男子・ジュニア   |                                |                              |                                |
| レーシング       | カルロス・ラミレス (COL)       | マリーク・ブライドロス (USA) | レオポル・トラミエ (FRA)       |
| タイムトライアル | ロマン・マイウ (FRA)           | カルロス・ラミレス (COL)     | レイン・ヴァン・オーグル (USA) |
| 女子・エリート   |                                |                              |                                |
| レーシング 詳細  | マガリ・ポティエ (FRA)         | エヴァ・エルー (FRA)         | ロマナ・ラボウンコヴァー (CZE) |
| タイムトライアル | キャロライン・ブキャナン (AUS) | シャネーズ・リード (GBR)     | エヴァ・エルー (FRA)           |
| 女子・ジュニア   |                                |                              |                                |
| レーシング       | フェリシア・ステンシル (USA)   | ナジャ・プリース (GER)       | ダニ・ジョージ (USA)           |
| タイムトライアル | フェリシア・ステンシル (USA)   | ナジャ・プリース (GER)       | シモーネ・クリステンセン (DEN) |

## 結果
- 5月24日、年齢別の各決勝[1]が行われ、女子13歳の部で、畠山紗英が優勝。畠山は、2009年に10歳、2011年に12歳のそれぞれの部でも優勝しており、これで当大会3度目の優勝[2]。

### 男子エリート
- 決勝 5月26日（土）[3]

|     | 選手名                       | 国籍             | 時間    |
| --- | ---------------------------- | ---------------- | ------- |
|     | サム・ウィロビー             | オーストラリア   | 25秒923 |
| 2   | ジョリス・ドデ               | フランス         | 26秒766 |
| 3   | モアナ・モー＝ケユ           | フランス         | 27秒471 |
| 4   | アンソニー・ディーン         | オーストラリア   | 27秒278 |
| 5   | デヴィッド・ハーマン         | アメリカ合衆国   | 32秒851 |
| 6   | ドニー・ロビンソン           | アメリカ合衆国   | 39秒417 |
| 7   | マーク・ウィラーズ           | ニュージーランド | 53秒103 |
| DSQ | マーリス・シュトロムベルグス | ラトビア         |         |

日本人選手の予選タイムトライアル結果（全員予選進出ならず）
- 114位　三瓶将廣　28秒395
- 115位　長迫吉拓　28秒406
- 118位　松下巽　　28秒451
- 128位　阪本章史　28秒985
- 141位　高橋堅太　29秒513

### 女子エリート
- 決勝 5月26日（土）[5]

|   | 選手名                   | 国籍           | 時間       |
| - | ------------------------ | -------------- | ---------- |
|   | マガリ・ポティエ         | フランス       | 29秒646    |
| 2 | エヴァ・エルー           | フランス       | 29秒732    |
| 3 | ロマナ・ラボウンコヴァー | チェコ         | 30秒442    |
| 4 | アリエル・マーティン     | アメリカ合衆国 | 30秒450    |
| 5 | マリアナ・パホン         | スペイン       | 33秒624    |
| 6 | スケル・ステイン         | ブラジル       | 34秒493    |
| 7 | マノン・ヴァレンティーノ | フランス       | 1分16秒914 |
| 8 | アリーゼ・ポスト         | アメリカ合衆国 | 1分57秒109 |

日本人選手のタイムトライアル結果
- 45位　三輪郁佳　33秒383　予選へ進出。

日本人選手の予選結果
- 3組5位　三輪郁佳　ここで終了。